# あの娘じゃない
「あの娘じゃない」（あのこじゃない）は、日本の女優・歌手、菅野美穂の楽曲で、4枚目のシングルである。1996年10月23日にビクターエンタテインメントから発売された。
同年6月リリースの前作「負けないあなたが好き」に引き続き、PIPELINE PROJECTの制作による。また、前作に続いてカップリングの作詞を菅野本人が担った。
菅野は今作でCDのリリースが途絶える。以後、女優としてステップアップしていき、2000年に主演ドラマ『愛をください』の役名・蓮井朱夏の名義で「ZOO 〜愛をください〜」をリリースした。2015年に菅野の初のベスト・アルバム『ゴールデン☆ベスト 菅野美穂』がリリースされ、表題曲・カップリングともにはじめてアルバムに収録された。アルバムの音楽配信によって、これらの楽曲も配信でリリースされた。

## 収録曲
1. 「あの娘じゃない」（作詞・作曲・編曲: PIPELINE PROJECT） – 5:05 [1]
2. 「しんでるみたいで...」（作詞: 菅野美穂、作曲・編曲: PIPELINE PROJECT） – 4:50 [1]
3. 「あの娘じゃない (original karaoke)」
4. 「しんでるみたいで... (original karaoke)」